# American Board of Family Medicine
Amerykański Komitet Medycyny Rodzinnej (ang. American Board of Family Medicine) – non-profit, niezależna, organizacja lekarzy, certyfikująca lekarzy medycyny rodzinnej w USA.
Została założona w 1969 roku. Jej głównym celem jest dążenie do poprawy jakości opieki medycznej dostępnej publicznie przez ocenę umiejętności, wiedzy i postaw niezbędnych lekarzom do zapewniania wysokiej jakości opieki w dziedzinie medycyny rodzinnej.
Organizacja jest drugim co do wielkości komitetem przyznającym specjalizacje lekarskie w USA. Od 1988 roku wydaje oficjalną publikację medyczną Journal of American Board of Family Medicine.